# Мозелфранконски езици
Мозелфранконските езици (на немски: Moselfränkische Dialektgruppe) представляват група горногермански диалекти, от които люксембургският има статут на официален език.